# Ernst von Siemens
Ernst von Siemens, född 1903, död 1990, tysk industriledare, chef för Siemens-koncernen 1956–1968, son till Carl Friedrich von Siemens
Ernst von Siemens utbildade sig till fysiker vid Technische Universität i München. 1929 började han verka inom Siemens-koncernen. Från 1940-talet började Ernst von Siemens verka inom de olika Siemens-bolagens styrelser. Efter Andra världskriget var Ernst von Siemens med och byggde upp koncernen och spelade en viktig roll i rekonstruktionen av Siemens utländska bolag. 1956 blev Ernst von Siemens chef för Siemens-koncernen. Han var drivande i skapandet av dagens Siemens AG när de olika Siemens-bolagen fusionerades 1966.